# Vello Lattik
Vello Lattik (* 15. September 1935 in Tartu; † 30. August 2007 in Viljandi) war ein estnischer Schriftsteller.

## Leben
Lattik schloss 1956 die Schule für die Arbeiterjugend in Tartu ab und studierte anschließend an der Universität Tartu Rechtswissenschaft. Nach seinem 1961 erfolgten Abschluss war er ein Jahr lang Leiter des Standesamts in Viljandi, von 1962 bis 1967 Lohnbuchhalter beim Wagenpark Viljandi. Ab 1967 arbeitete er in verschiedenen Funktionen am Sowchosentechnikum in Viljandi. Später war er auch kurzzeitig in der Redaktion der Zeitung Rahva Hääl (1992–1993). Vello Lattik war seit 1979 Mitglied des Estnischen Schriftstellerverbandes.

## Werk
Lattik debütierte mit dem Roman Kuss in den Schnee, der 1963 als Fortsetzung in Edasi erschien und erst 1980 als Buch herauskam. Seine ersten Bücher (ab 1967) waren vornehmlich publizistischen Inhalts, ein Genre, dem der Autor zeit seines Lebens treu blieb. Auch in Rezensionen zu späteren Büchern wurde bisweilen herausgestrichen, dass der Autor eher ein Publizist als ein Schriftsteller sei und ihm der Unterschied zwischen Journalismus und Literatur nicht immer bewusst sei.
Seine Romane behandelten meist die zwischenmenschlichen Beziehungen, wurden aber durch offenkundige Mängel zusehends der Unterhaltungsliteratur zugerechnet. Allerdings wurde die „schematische Darstellung der Menschen“ auch schon in einer früheren Kritik bemängelt. Andererseits war der Kritik ebenso klar, dass es diese Art von Literatur auch in Estland geben müsse und Lattik dafür nicht der schlechteste Vertreter sei.

## Bibliografie
- Olla mees meeste seas ('Mann unter Männern sein'). Tallinn: Eesti Raamat 1967. 54 S.
- Mättalt mättale ('Von Blüte zu Blüte'). Tallinn: Eesti Raamat 1974. 111 S.
- Ühe lavastaja suvi ('Sommer eines Regisseurs'). Tallinn: Eesti Raamat 1977. 103 S.
- Pastoraal mummulisest kleidist ('Pastorale über ein gepunktetes Kleid'). Tallinn: Eesti Raamat 1978. 195 S.
- Kuus head inimest ('Sechs gute Menschen'). Tallinn: Eesti Raamat 1979. 173 S.
- Suudlus lumme; Babyloni tüdrukud ('Kuss in den Schnee; Die Mädchen von Babylon'). Tallinn: Eesti Raamat 1981. 211 S.
- Üks pohlavars, üks maasikaleht ja keskele kadakaoksaka ('Ein Preiselbeerstängel, ein Erdbeerblatt und dazwischen ein Wacholderzweig'). Tallinn: Eesti Raamat 1981. 68 S.
- Mihklipäeval. Mihklikuul ('Zu Michaelis. Im September'). Tallinn: Eesti Raamat 1983. 136 S.
- Valitud publitsistikat ('Ausgewählte Publizistik'). Tallinn: Eesti Raamat 1985. 192 S.
- Siis kui öö on ja uinun'd on Pariis ('Wenn es Nacht ist und Paris eingeschlummert ist'). Tallinn: Eesti Raamat 1988. 45 S.
- Kus sa oled, Larissa? Sahhalini päevik ('Wo bist du, Larissa. Sachalin-Tagebuch'). Tallinn: Eesti Raamat 1988. 239 S.
- Orkester ('Das Orchester'). Tallinn: Eesti Raamat 1989. 316 S.
- Päise päeva ajal ('Am helllichten Tag'). Tallinn: Eesti Raamat 1989. 45 S.
- Lend Kanaari saartele ('Flug auf die Kanarischen Inseln'). Tartu: s.n. 1990. 109 S.
- Sirge säär sukas roosa ('Stramme Wade in rosa Socke'). Viljandi: Sünnimaa 1991. 64 S.
- Laul märast tumepunasest ja mustast täkust ('Lied von der dunkelroten Stute und dem schwarzen Hengst'). Tallinn: Olion 1995. 159 S.
- Miljardär Roosi rõõmud ('Die Freuden von Milliardär Roos'). Tallinn: Olion 1997. 127 S.
- Muhumaa kuumad naised ('Die heißen Frauen von Muhu'). Tallinn: V. Lattik 1999. 205 S.
- Kass ja hiired jagavad urgu ('Die Katze und die Mäuse teilen sich eine Höhle'). Viljandi: V. Lattik 2000. 133 S.
- Kohtumiseni unistustes! ('Auf Wiedersehen in den Träumen'). Viljandi: V. Lattik 2001. 256 S.
- Omakohus ('Selbstjustiz'). Viljandi: V. Lattik 2002. 215 S.
- Siim, viska padruneid! Ballaad ('Siim, her mit den Patronen! Ballade'). Viljandi: V. Lattik 2004. 80 S.
- Messias Järvamaalt. Ballaad ('Der Messias aus Järvamaa. Ballade'). Viljandi: V. Lattik 2006. 80 S.
- Kasakas ja neitsi ('Der Pelz und die Jungfrau'). [Viiratsi:] V. Lattik [2007]. 95 S.

## Sekundärliteratur
- Mati Unt: Mikk elu tundma õppimas, in: Keel ja Kirjandus 12/1977, S. 751.
- Pärt Lias: Igaühel oma mätas, in: Keel ja Kirjandus 4/1980, S. 245–247.
- Ene Mihkelson: Arutlusi „kuue hea inimese“ ümber, in: Looming 5/1980, S. 736–738.
- Mihkel Mutt: Nelikümmend tuhat suudlust lumme, in: Keel ja Kirjandus 5/1982, S. 267–269.
- Olev Remsu: Oksa saagimine, in: Looming 2/1984, S. 269–270.
- Henn-Kaarel Hellat: Mida ma tean Vello Lattikust, in: Looming 9/1985, S. 1290–1291.
- Astrid Reinla: Jüriöö ülestõus anno 1989, in Looming 8/1989, S. 1140–1141.
- Axel Jagau: Utopie. Utopie?, in: Estonia 3–4/1990, S. 151–152.